# Madeleine West
Madeleine West, właśc. Melanie Ann Weston (ur. 26 lipca 1980 w Melbourne) – australijska aktorka, która wystąpiła m.in. w filmie Przeznaczenie i serialach Satysfakcja, Porachunki i Sąsiedzi.

## Filmografia

### Filmy
| Rok  | Tytuł                    | Rola            | Uwagi       |
| ---- | ------------------------ | --------------- | ----------- |
| 2005 | You and Your Stupid Mate | Emma            |             |
| 2007 | Potępiony                | Sarah Cavanaugh |             |
| 2010 | Matching Jack            | Nancy           |             |
| 2011 | Faces                    | Rita            | krótkometr. |
| 2012 | Save Your Legs!          | Janine          |             |
| 2014 | Przeznaczenie            | pani Stapleton  |             |
| 2016 | Sin                      | Lucy            | krótkometr. |
| 2020 | Salad Daze               | Nectarine Woman | krótkometr. |

### Telewizja
| Rok                  | Tytuł             | Rola                      | Uwagi      |
| -------------------- | ----------------- | ------------------------- | ---------- |
| 2000–2003, 2016-2020 | Sąsiedzi          | Dee Bliss / Andrea Somers | gł. obs.   |
| 2004                 | Stingers          | Rochelle                  | 1 odc.     |
| 2004                 | Big Reef          | Casey Lane                | film TV    |
| 2005                 | Hercules          | Hippolyta                 | miniserial |
| 2005                 | Last Man Standing | Janie                     | 1 odc.     |
| 2007–2010            | Satysfakcja       | Mel                       | 30 odc.    |
| 2007                 | Żona wstępna      | Katy                      | 3 odc.     |
| 2008                 | Canal Road        | Bianca / Meredith         | 2 odc.     |
| 2008                 | Porachunki        | Danielle McGuire          | 6 odc.     |
| 2009                 | City Homicide     | Melinda Jackson           | 1 odc.     |
| 2010                 | Ekipa ratunkowa   | Annika Ehrenberg          | 4 odc.     |
| 2011                 | Szczęśliwy los    | Deidre Gross              | 1 odc.     |
| 2012                 | Lowdown           | żona Marka Hardy'ego      | 1 odc.     |
| 2013                 | House Husbands    | Dimity                    | 8 odc.     |
| 2013                 | Mr & Mrs Murder   | Rena                      | 1 odc.     |
| 2014                 | Fat Tony & Co.    | Danielle McGuire          | 8 odc.     |
| 2016–2017            | The Wrong Girl    | Erica Jones               | gł. obs.   |
| 2018–2019            | Playing For Keeps | Kath Rickards             | gł. obs.   |
| 2020                 | Love and Penguins | Gemma                     | film TV    |